# Kartuziánský řád v českých zemích

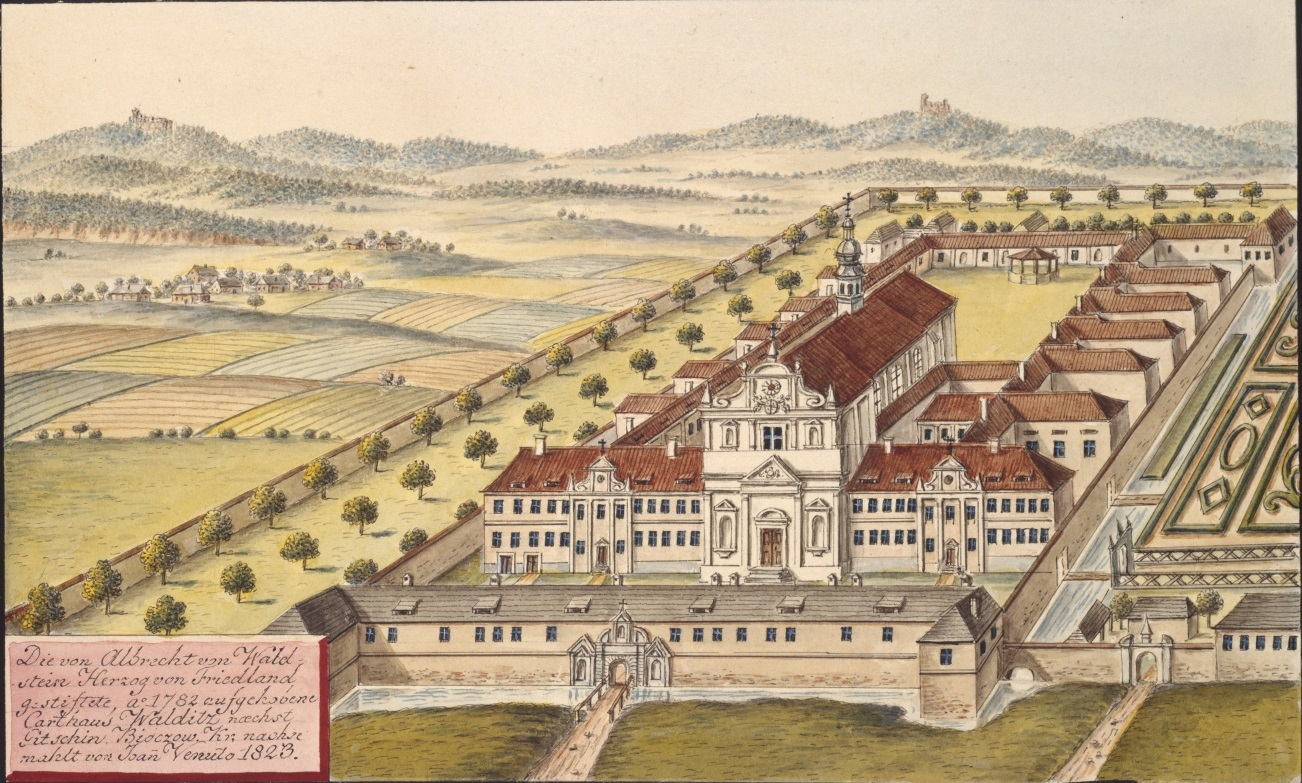
Valdická kartouza u Jičína založená Albrechtem z Valdštejna. Zrušená roku 1782, dnes věznice. Rytina Jana Antonína Venuta 1823

Řád kartuziánů v českých zemích existoval od roku 1342, kdy byli pozváni králem Janem Lucemburským. Jeho činnost byla ukončena v době církevních reforem císaře Josefa II.

## Historie
První kartuziáni přišli do Českých zemí na pozvání krále Jana Lucemburského v době největšího rozmachu řádu. Brzy se plně zapojili do duchovního i kulturního života lucemburských Čech. První fundací byla kartouza na Smíchově podléhající přímo králi. Později vznikaly další kartouzy, Královopolská, Valdická, v Tržku, založené většinou v blízkosti sídelních měst fundátorů, kterým výstavba kláštera zajišťovala nejen podíl na modlitbách řeholníků, ale dodávala také patřičné náboženské a kulturní zázemí jejich rezidencím.
Pohromou pro kartuziány, podobně jako pro mnoho dalších řádů, bylo období husitských válek. Kartuziáni opustili Prahu, byly zničeny také další kartouzy, ale řád dokázal většinu klášterů přivést k novému rozkvětu a najít své příznivce i v měšťanském prostředí. 
Definitivní konec kartuziánské spirituality v Čechách znamenaly osvícenské reformy císaře Josefa II.

## Současnost
V Česku není v současné době žádná aktivní kartuziánská fundace. Řád má po celém světě přibližně 400 členů, mužských klášterů je 18, ženských pět. Nejvíc klášterů (po pěti) se nachází ve Francii a Španělsku. 

## Kartuziánské kláštery na Českém území

### Praha

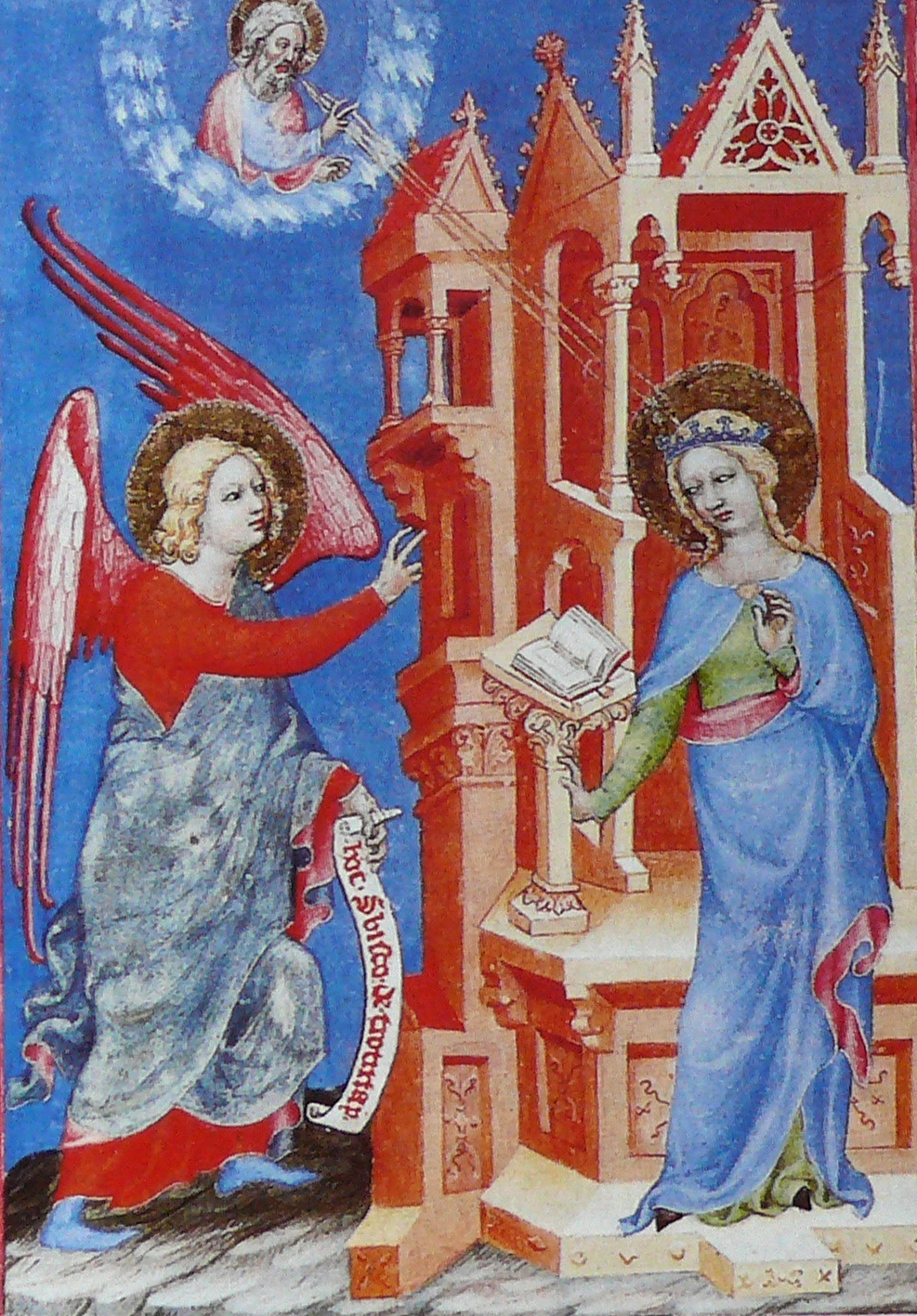
Zvěstování Panně Marii z Laus Mariæ Konráda z Haimburku)

Kartuziány uvedl do Čech král Jan Lucemburský po příkladu některých zvěčnělých knížat, chtěje něco vykonati k stálé paměti své. Smrt milované dcery Markéty 1. července 1341 patrně jen uspíšila dřívější úmysl již slepého panovníka, který vystavil zakládací listinu dne 1. února 1342. Určitý vzor měl král v počínání svého strýce, trevírského arcibiskupa Balduina Lucemburského, který si tento řád oblíbil a založil mu dva kláštery – roku 1331 v Koblenci a roku 1338 přímo v Trevíru. Již dříve byli někteří přemyslovští králové příznivci francouzské La Grande Chartreuse.
Pro budoucích dvacet čtyři mnichů vykázal král místo vně hradeb Prahy, kde se na levém břehu Vltavy táhl dosti široký rovinný pruh, pokrytý volněji rozsetými sídelními soubory. Zakladatel si u nich vymínil modlitby a služby Boží za sebe a za svou rozvětvenou rodinu, Lucemburky i Přemyslovce, celkem za dvacet osob. Ve dnech, kdy konvent vzpomínal jejich památky, měl převor přilepšit bratřím na stravě. Základem královského nadání byl dvůr na Újezdě u Prahy, s ornou půdou, zahradami a veškerým příslušenstvím, oceněný na 400 kop pražských grošů. Patřilo k němu pět mlýnů na obou březích Vltavy. Ke stavbě kláštera určil král dříví z brdských lesů a hlavně 2000 hřiven stříbra z Kutné Hory v několika splátkách. Kartouza, podřízená přímo panovníkovi a vyňatá z pravomoci zemských úřadů, byla také osvobozena od všech daní a dávek. Naopak – sama je směla od poddaných kláštera vybírat ve svůj prospěch. Řeholníci využili i výsady svobodně držet v Praze dům a zakoupili na Starém Městě dnešní dům čp. 246 v Liliové ulici, zvaný U zlatého zajíce. Časem získali kartuziáni od dobrodinců i koupěmi další vesnice, stálé příjmy, vinice: odkazem dostali například dům se zahradou na břehu Vltavy poblíž kláštera.
Malá skupinka zakladatelů v čele s převorem přišla do Prahy roku 1342, s největší pravděpodobností z rakouského Mauerbachu. Počet mnichů se rozrostl na zakladatelem stanovených dvacet čtyři, mimo něž v kartouze žili bratři laikové a donáti. Odhaduje se, že v době rozkvětu žilo v klášteře na čtyřicet osob, nepočítaje v to lidi na řádovém domě závislé, kteří zajišťovali hmotné potřeby řeholníků. Známe z písemných pramenů kováře, který měl svou dílnu u ohradní zdi. Převor Albert rozdělil roku 1386 chmelnici, ležící u kláštera od břehu Vltavy až k veřejné silnici, na 24 stejných dílů, na kterých si novousedlíci vystavěli své domky. Kartouza se tedy podílela na kultivaci příměstského území Prahy.
Vzhled pražské kartouzy můžeme jen tušit, z její gotické architektury neznáme nic. Stavba byla dokončena pravděpodobně roku 1356 a později doplňována – o barevná chrámová okna, vyřezávané oltáře, malby a sochy. V kostele byly vztyčeny mramorové náhrobky. O tom nám podávají zprávy soudobé písemné prameny, které také architekturu kartouzy označují za Podivuhodné a chvályhodné dílo, dům obzvlášť vznešený a slavný. Předpokládá se, že do jisté míry odpovídal pražskému příkladu velkolepý klášter kartuziánů v Gdaňsku, založený roku 1389 a osazený z Prahy.
Obyvatele kartouzy známe málo, víme však, že ve srovnání s jinými řády do ní vstupoval větší počet akademicky vzdělaných mužů, z nichž někteří již za sebou měli delší kariéru učenců. Z posloupnosti převorů se vynořují – osvětlena podrobnostmi – jen některá jména a zprávy o jednotlivých mniších jsou ještě skoupější. Řád na veřejnost téměř nevystupoval, pouze prokurátor kláštera častěji docházel na konzistoř k úřednímu jednání. Řehole, jejímž posláním bylo především rozjímání, kontemplace, teologické bádání, a nikoli kazatelství či duchovní správa, kladla velký důraz na knižní produkci. Kartuziáni měli ve 14. století velké a dobře organizované knihovny s naučnou i bohovědnou literaturou. Kromě vlastní literární činnosti se věnovali opisování, půjčování a výměně knih. Jakub, plebán v Nelahozevsi, koupil roku 1376 od kláštera bibli, za kterou zaplatil 6 kop grošů. O tři roky později sliboval katedrální písař Jan Buškovec vrátit kartouze vypůjčenou knihu a epistolář. Ve zdejším skriptoriu se knihy psaly a opisovaly, ale jejich iluminace byla svěřována cechovním malířům. Rozptýlené rukopisy pražské kartouzy nalézáme dnes v knihovnách v Praze, ve Vídni, v Římě i jinde.
Řadu literárně činných pražských kartuziánů zahajuje slavný skladatel latinských hymnů, Konrád z Haimburgu. Na popud arcibiskupa Arnošta z Pardubic sestavil roku 1360 lekcionář o šesti čteních a mariánských homiliích z děl církevních spisovatelů. Dílo, zvané Orationale či Mariale Ernesti, bylo určeno svatovítským mansionářům, kteří denně zpívali officium o Panně Marii v pražské katedrále. Později sestavil Konrád výtah z tohoto díla, známý pod jménem Laus Mariae nebo Matutinale Beatæ Mariæ Virginis o třech lekcích na den. Stručná verze dosáhla značné obliby a v opisech se rozšířila mezi kněžstvem. Ještě populárnější byla sbírka modliteb veršovaná ke cti Matky Boží a svatých se souborem rozličných hodinek Scala coeli Konrádova následníka Alberta, převora v letech 1382–1392, důvěrného přítele arcibiskupa Jana z Jenštejna. V díle obou pražských kartuziánů se hlásí devotio moderna, reformní hnutí směřující k zvnitřnění náboženského života, jasným pastoračním záměrem. Oba sestavují mimoliturgické pobožnosti: Konrád proto, aby denním střídáním lekcí podnítil zbožnost misionářů; Albert, jak sám výslovně praví, proto, aby světský nebo řeholní kněz, když by pro zaneprázdnění nebo z nedbalosti vynechali povinný brevíř, měli v nich doplněk a náhradu. Vrcholem literárního díla pražských kartuziánů je nesporně dílo Jana Rodeho. Pobýval ve zdejším klášteře s dvouletou přestávkou v letech asi 1400–1412. Svých šest asketicky laděných epištol napsal převážně kněžím nebo jiným duchovním osobám na téma ideál kněze či řeholníka. Zatímco jeho předchůdci usilovali o mravní obrodu kněžstva nepřímo, kritizuje Rode hříchy duchovních slovy tvrdými a nevybíravými. Výmluvně zapřísahá a prosí, aby se ti, jimž píše, polepšili. Epištoly nebyly zamýšleny jako soukromé dopisy, nýbrž byly adresovány kněžstvu obecně. Opisy zejména prvních tří se rozšířily z Prahy do četných rukopisných kodexů Evropy. Ze spisů vikáře pražské kartouzy Michala vzpomeňme spis De regimine principum, který napsal pro bavorského vévodu Ruperta, jenž ráčil si vyžádati ode mne nějaké pojednání o čtyřech ctnostech, jak autor předesílá v úvodu.
Ochránci kláštera byli pochopitelně čeští králové z lucemburské dynastie. Svou přízeň mu projevovali pražští arcibiskupové, zejména Jan z Jenštejna byl přítelem kartuziánské myšlenky a své přátelství osvědčoval celému řádu. Po zhoubném požáru La Grande Charteuse přispěl roku 1371 na její obnovu. Na svém hradě roudnickém dal si vymalovati muka pekelná, radosti rajské a život kartuziánský. V pražském paláci měl malou světničku, kterou nazýval svou kartuzí. Byla to obdoba soukromé kaple sv. Kateřiny na Karlštejně, do které utíkal před světským ruchem císař Karel IV. Když arcibiskup Jenštejn zamýšlel složit svůj úřad a vstoupit do kláštera, vybral za posla k papeži převora pražské kartouzy Alberta. Ostatně, sám Urban VI. byl řádu příznivě nakloněn a své důvěrníky volil právě z řad kartuziánů. Jana z Jenštejna také navštívilo jedenáct převorů, vracejících se z generální kapituly kartuziánského řádu. Na paměť budoucím nechal arcibiskup tuto událost zvěčnit malbou ve věži roudnického hradu. Jenštejnovým vlivem byl v řádě svátek Navštívení Panny Marie zaveden už před rokem 1390. Přitom officium nového svátku bylo zveřejněno až o rok později. Podíl českých kartuziánů na hnutí devotio moderna jsme již letmo zmínili, účast Jana z Jenštejna je dobře známa. Nemenší úlohu v něm sehrál řád augustiniánů kanovníků. S jejich domem v arcibiskupské Roudnici uzavřela pražské kartouza duchovní bratrství – členové jednoho konventu měli účast na modlitbách konventu druhého. Pražský klášter tak učinil smlouvou z 12. června 1376. Toto přátelství trvalo i po zničení pražského domu a kartuziáni i ze svého vyhnanství posílali zprávy svým roudnickým augustiniánům. Zde vzpomínali syny sv. Bruna při bohoslužbách vždy 12. října. Z klášterních dobrodinců musíme zvláště zmínit rodinu pánů z Vartenberka; v klášterním kostele bylo pohřbeno šest členů tohoto mocného rodu. Nekrologium k jejich jménům připojuje poznámku velký dobrodinec. Zdá se také, že převor Markvart (1407–1420) pocházel z této rodiny. Generální kapitula jej dispenzovala od pravidla, že nemá být převorem, kdo není alespoň dva roky po profesi. Uvedenou domněnku podpírá i zpráva o sbírce, kterou o vigilii svátku Všech svatých roku 1408 učinila Žofie, manželka Petra z Vartenberka, se svou dcerou Eliškou. Kolekta vynesla 100 hřiven stříbra a obě paní odvedly výtěžek převoru kartouzy.
Výlučné postavení pražské kartouzy ukazuje rozhodnutí řádové kapituly roku 1389, která nařizuje posílat sem jen nejlepší členy řádu, a to jen s vědomím otce generála, neboť král, panstvo i vysoký klerus často návštěvou svou dům ten ctí, aby pobožnostem se oddali. Pak ovšem požadovaná odloučenost od světa musela poněkud ustoupit.
Kartouza Hortus Beatae Mariae (Zahrada Panny Marie) byla matkou čtyř nových založení: kláštera Gratia Dei u Štětína roku 1360, kartouzy na Králově Poli u Brna roku 1375, domu Rubus Sanctae Mariae (Keř Panny Marie) v Tržku u Litomyšle roku 1376 a kláštera Paradisus Sanctae Mariae u Gdaňsku roku 1382. Tadeáš Hájek z Hájku uvedl ve své Kronice ještě jinak neznámou kartouzu v Poděbradech, založenou Bočkem z Kunštátu, pradědem Jiřího z Poděbrad, v šedesátých letech 14. století. Tato zpráva však není pravdivá. Následně se dokonce uvádělo, že rozjímaví kartuziáni měli v Poděbradech klášterní školu.
Zánik pražského kláštera kartuziánů spadá do samého počátku výbuchu husitského ničení, bezprostředně po smrti krále Václava IV. Avšak již od roku 1417 posílal pražský převor do okolních kartuzií, hlavně do německých, knihy a klenoty k úschově. Odpoledne 17. 11. 1419 vytáhl zástup lidu Újezdskou branou z Prahy, vylomil klášterní vrata a vyplenil kartuziánům sklep. V kostele vandalové rozbíjeli oltáře, sochy, ostatkové schrány. Mnichy pak dav dovedl na Staroměstskou radnici, kde se jich ujali konšelé. Otcové města poslali řeholníky pod ochranou pryč z rozbouřené Prahy. Dne 18. listopadu vzplál v opuštěné kartouze oheň, který strávil za několik hodin klášterní stavení na čadící trosky. Časem budovy zanikly téměř beze stopy. Zbytky kamenných substrukcí byly archeologicky zjištěny na Smíchově na širokém pásu území mezi ulicemi Kartouzskou a Lidickou. To odpovídá kartouzské zvyklosti vytyčování velkých pozemků, na nichž každý mnich měl svou vlastní celu se zahrádkou.
Velkolepou nádheru zničeného kláštera kartuziánů nám dává tušit také dopis jednoho z vyhnanců: Máme schováno bohoslužebného náčiní více, než některé domy řádu našeho mají. Generální kapitula nařídila pražským mnichům zůstat pohromadě, nicméně naděje na obnovení kartouzy mizela den ode dne. Po Markvartově smrti byl roku 1420 ustanoven novým převorem Albert, zůstal však jen titulární hlavou kláštera. Poslední pražský mnich, Mikuláš z Hlohova, zemřel roku 1464 v rakouském Aggsbachu. Zahrada Panny Marie byla prvním násilně zrušeným domem řádu. Do té doby ubyl kartuziánům jen málokterý klášter, a to jen když nadání nestačilo výživě řeholníků nebo když vybrané místo mělo nezdravou polohu.
Myšlenka obnovit kartouzu v hlavním městě království se vynořovala v průběhu staletí znovu a znovu. Hned roku 1420 slíbil Zikmund Lucemburský rozchvácený majetek restituovat, ovšem sám dal v letech 1436 a 1437 klášterní statky zapsat svým věřitelům. Věci, rozeslané kdysi z Prahy do úschovy, scházely se zpět velmi pomalu. Několikrát opakovaná výzva generální kapituly (ještě roku 1512) svědčí jasně o neúspěchu. Moravští kartuziáni, kteří udrželi své domy přes husitské války, dali bezvýsledný podnět k obnovení pražské kartouzy za vlády Ladislava Pohrobka. Založit kartuziánům klášter v Praze zamýšlel Albrecht z Valdštejna, když politické nepokoje zmařily roku 1618 jeho nadání ve Štípě. Skoupil několik domů vedle svého paláce – Zahrada Panny Marie by tak rozkvetla na jiném místě. I z tohoto plánu sešlo a generál uvedl řeholníky do Jičína. Konečně poslední pokus byl učiněn v 18. století. P. Petr Hugon Mellagen z valtické kartouzy obdržel 7. května 1723 od císaře Karla VI. povolení postavit v Praze kartuziánský klášter pro dvacet čtyři mnichů. Podmínkou byla jistina 200 000 zlatých rýnských. P. Petr sice koupil a částečně zamluvil pozemky zahrad, vinic i letohrádků, ale úspěchu nedosáhl ani on. Na Smíchově zůstalo po kartuziánech jen jméno. Jak víme z kupní smlouvy, pražští jezuité zde získali v 16. století zahradu v místě zvaném Kartouzy. Dnes vede Smíchovem ulice zvaná od minulého století Kartouzská.

### Brno

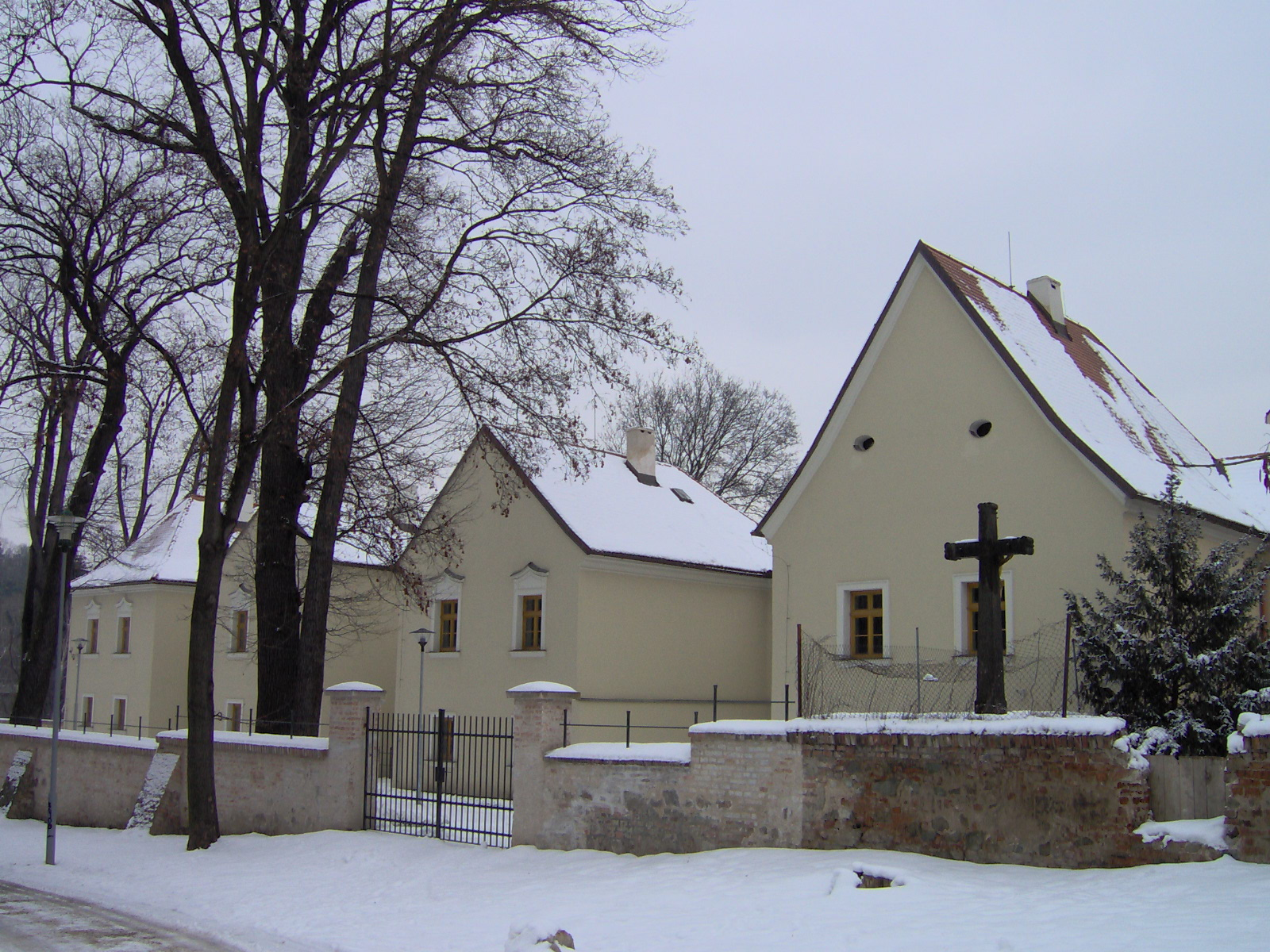
Část dochovaných cel královopolské kartouzy

Kartouzu s kostelem Nejsvětější Trojice založil v Králově Poli u Brna v roce 1375 moravský markrabě Jan Jindřich. Zrušena byla roku 1782 císařem Josefem II. Areál kláštera byl dále využíván k vojenským účelům (kasárna a kadetní škola), a to až do poloviny 20. století. Od 60. let 20. století patří komplex Vysokému učení technickému a od počátku 21. století zde sídlí její Fakulta informačních technologií, která celý areál zrekonstruovala.

### Tržek u Litomyšle

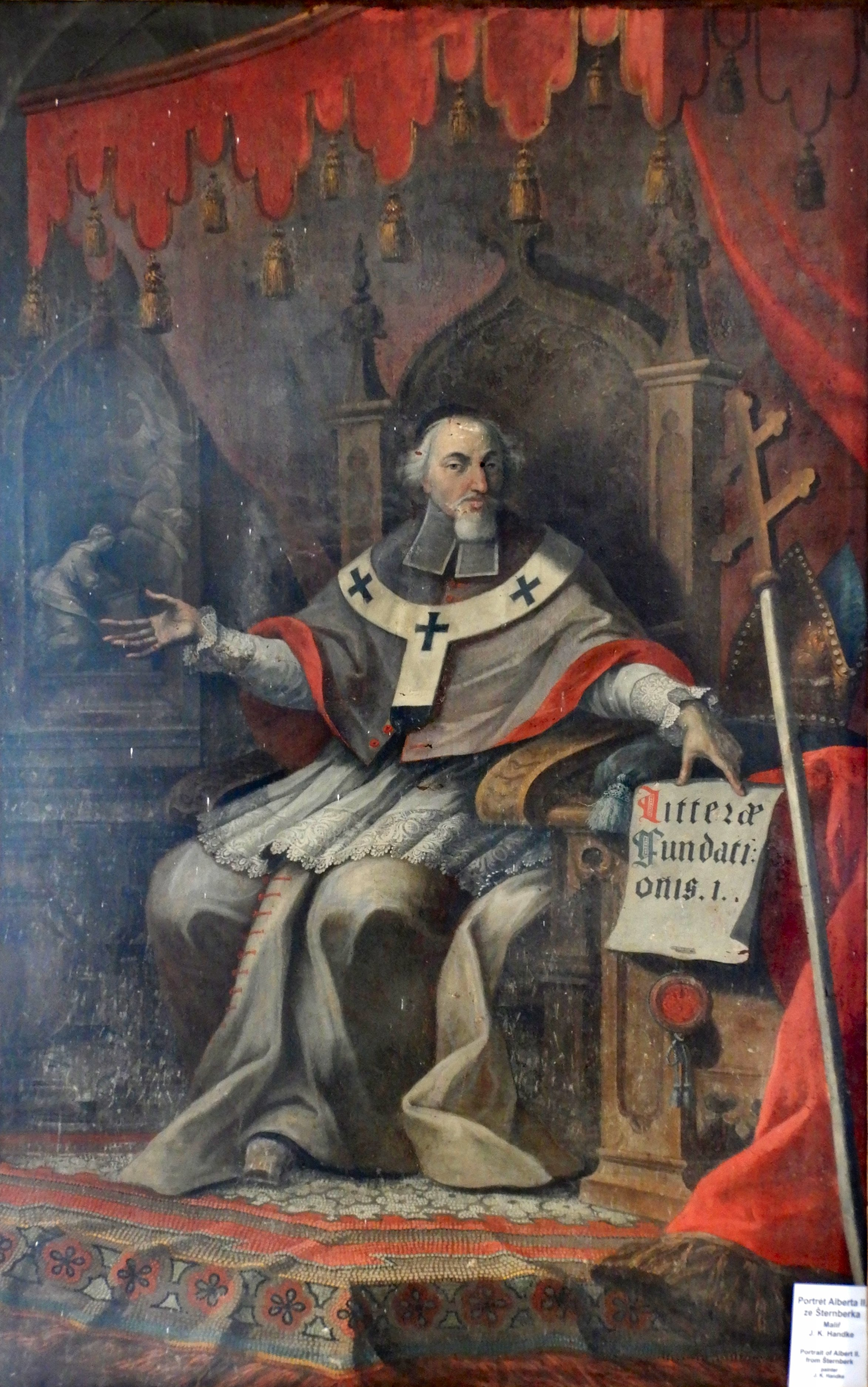
Albrecht Aleš ze Šternberka, zakladatel kláštera

Dnes již neexistující kartouzu Hájek Panny Marie v Tržku u Litomyšle založil roku 1378 nedaleko své rezidence litomyšlský biskup Albert ze Šternberka a ve svém klášteře pobýval častěji. 12. ledna 1380 zde uvalil klatbu na moravského markraběte Jošta a dva dny nato zemřel, s největší pravděpodobností právě zde. Pochován však byl v jiném svém nadání, u augustiniánů v Moravském Šternberku.
Vliv zdejších kartuziánů byl nevelký. V jakémsi církevním sporu svědčil 23. února 1383 Bruno, kartuziánský profes z Tržku. V Litomyšli objevuje se rodina Kartusů, z nichž Matěj Kartus († 1389) byl augustiniánem ve zdejším klášteře. Soudili bychom, že jejich jméno ukazuje právě k prostředí tržecké kartouzy. Roku 1394 dějiny Hájku Panny Marie končí. Na jaře roku 1421 zbytky opuštěného kláštera vypálili husité a objekt zanikl téměř beze stopy.

### Dolany
Kartouza v Dolanech u Olomouce vznikla z důvodu nedostatečného zabezpečení kartouzy v Tržku u Litomyšle. Osazenstvo kláštera se rozhodlo jej opustit a volba padla na Dolany u Olomouce. Zakladatelův synovec Petr ze Šternberka a brněnský markrabě Jošt přislíbili podporu.Roku 1389 započala s výstavba kartouzy v Dolanech. Konvent vedl Štěpán Šram z Dolan, který pracoval v nové kanceláři mladého krále Václava IV., jejímž představeným byl arcibiskup Jan z Jenštejna. Roku 1390 byla zahájena výstavba klášterního kostela a kartouza byla předběžně dokončena roku 1396.
K Dolanům se vztahuje jeden z významných českých rukopisů konce 14. století, Moralium in Iob papeže Řehoře Velikého, uloženého v knihovně v Herzogenburgu. Tento exemplář sepsal Jan z Břehu, mnich z Dolan, původně příslušník rakouské kartouzy v Mauerbachu. Na Moravu přešel roku 1397 a rukopis spolu s dalšími knihami přenesl s sebou. Nejméně 123 rukopisů dolanské provenience chová ve svých sbírkách olomoucká Státní vědecká knihovna, dalších 130 kusů je uloženo jinde.
Roku 1425 se kláštera zmocnili vojáci Dobrše z Tvorkova, kteří jej s pomocí okolních vesničanů přeměnili na opevněnou baštu, z níž ohrožovali sousední Olomouc. Proto také později, roku 1437, měšťané kartouzu koupili a nechali zbořit. To umožnilo novodobým archeologickým vykopávkám rekonstruovat gotické objekty v původním stavu, nezměněné pozdějšími úpravami.

### Olomouc
Po nuceném opuštění kartouzy v Dolanech koupili kartuzináni roku 1428 dům přímo a pozemek v Olomouci na Předhradí. Ani toto území však nestačilo a muselo být rozšířeno. V 60. letech 15. století pokračovala patrně i stavba kostela Nanebevzetí Panny Marie. Roku 1514 osvobodil král kartuziány od daní. Převor František z Bernkastlu poslal své mnichy roku 1617 k založení kartouzy ve Štípě. Dlouhodobé obsazení města Švédy za třicetileté války nemohlo nedolehnout i za zdi klauzury – jezuité si tehdy u kartuziánů schovali alespoň zbytek své knihovny. Obnovené zřízení zemské pozvedlo převory mezi preláty a vracející se hospodářská prosperita po třicetileté válce postupně zlepšila i finanční situaci kartuziánů. Roku 1669 mohli koupit statek Doubravici a roku 1675 zahájili stavební obnovu svého kláštera, která vyvrcholila 3. listopadu 1690 vysvěcením přestavěného kostela se sedmi novými oltáři. Z druhé poloviny 17. století pocházejí i stally otců a bratří, které připomínají chórové lavice kláštera kartuziánů z Králova Pole. (Dnes jsou v kostele Povýšení sv. Kříže v Prostějově.) Na počátku následujícího století přikoupil převor vesnice Lechovice, Pavlov a Radnice. Převor Wiedeman nechal postavit nový knihovní sál pro rozsáhlou sbírku rukopisů, prvotisků a knih a úpravy pokračovaly i za převora posledního, Antonína Skyby. První olomoucký biskup Matyáš František Chorinský z Ledské vysvětil roku 1776 v obnoveném chrámu čtyři mramorové, velkým nákladem pořízené oltáře. Kromě titulního oltáře Nanebevzetí Panny Marie to byly boční oltáře dvanácti apoštolů, sv. mučedníků a v samostatné kapli oltář sv. Jana Nepomuckého.
Dne 19. ledna 1782 byla kartouza zrušena, převor a šestnáct mnichů dům opustili, umělecké zařízení bylo rozvezeno, klášter přeměněn na vojenskou pekárnu. V letech 1839–46 vyrostla na jeho místě kasárna.

### Valdice
|  |  |

Založit kartuziánský klášter bylo přáním první manželky Albrechta z Valdštejna, bohaté Lukrecie z Landeka. Hned po její smrti 23. března 1614 informoval Valdštejn převora olomoucké kartouzy o úmyslu nového založení ve Štípě, na landekovských statcích u lukavského panství. Jednání pokračovala i o dva roky později a 1. května 1617 vydal Albrecht z Valdštejna v Lukavě zakládací listinu. Výstava kláštera rychle pokračovala a roku 1620 stál jeho kostel před zaklenutím. Bouřlivé politické poměry těchto let však přinutily řeholníky Štípu opustit a uchýlit se zpět do mateřské kartouzy v Olomouci.
Po porážce stavovského vojska na Bílé Hoře získal vojevůdce Valdštejn ohromný pozemkový majetek v severních Čechách. Poté, co se Jičín stal jeho rezidencí, pomýšlel na patřičnou reprezentaci města zakládáním nových institucí a povoláváním rozličných duchovních řádů. Po vleklých jednáních o způsobu hmotného zabezpečení kartouzy vydal vévoda 8. prosince 1627 slavnostní potvrzení dřívějšího úmyslu svého a své první choti – založit dům mnichům kartuziánského řádu. Vykázal jim Valdice, vzdálené asi 3 kilometry od Jičína. Valdštejnova velkorysá nadace překonala svým rozsahem všechny dary, které kdy byly českým kartuziánům poskytnuty: obsahovala 22 vesnic, stálé příjmy k výživě bratří, po dobu deseti let pravidelnou částku 10 000 zlatých, určenou výstavbě kláštera. Jistá částka peněz byla přikázána La Grande Chartreuse ve Francii, aby byl v tamním chrámu postaven oltář a slouženy u něj mše za spásu zakladatelovy duše. Valdický klášterní chrám byl určen za pohřebiště valdštejnského rodu. Vévoda sem dal přenést ostatky Lukrecie z Landeka a roku 1628 sem doprovodil na poslední cestě svého předčasně zemřelého syna.
Architektonický projekt vypracovali a provedli valdštejnští architekti Andrea Spezza a Nicolo Sebregondi, kteří navrhovali i ostatní generálovy stavby v Jičíně a v Praze, uvádějíce do Čech umění raného baroka. Původní návrh, který plně respektoval strohé požadavky kartuziánských zvyklostí, neshledal Albrecht z Valdštejna jako dostatečně reprezentativní. Píše 14. června 1628 svému hejtmanovi: Když jsem byl posledně v Kartouzích, oznámil mi převorův stavitel, že mnišské cely mají být tři a půl lokte vysoké. Zdá se mi to nízké a nevím, proč to nebožtík stavitel udělal. Hleďte cely udělat bez prejudice architekta vyšší. S tímto monumentálním měřítkem souvisí i daleko větší rozměr chodeb oproti jiným kartouzám. Stropy cel musely být ozdobeny štukem a malovány. Přesto lze říci, že středověký typ kartuzie byl i ve Valdicích proveden ve svém téměř pevnostním vzhledu a základním stavebním programu. Barokní architekt zde uplatnil přísnou uměleckou dispoziční symetrii a bohatší rozložení hmot. Dominantou je kostel, druhou skupinu tvoří obydlí převora a společné místnosti a základní horizontální charakter udržují cely, příbytky laiků a hospodářské budovy prvního dvora. Původní umělecká myšlenka byla ve Valdicích provedena cele v době svého vzniku a pozdější změny a úpravy ji příliš nepoškodily. Jednotně koncipovaná barokní kartouza valdická má ojedinělé místo v celé kartuziánské architektuře.
Dům byl řeholníkům slavnostně odevzdán 2. července 1632. Do té doby bydleli od svého příchodu na radimském zámku. O měsíc později, 30. července, byl posvěcen základní kámen kostela Nanebevzetí Panny Marie a sv. Bruna. Vlastní stavba spadá do let 1632 až 1655, kdežto zařízení chrámu bylo pořízeno většinou až po jeho posvěcení, v letech 1660 až 1680, a některé úpravy kláštera se protáhly až do začátku 18. století. Tehdy byl také přistavěn sál knihovny a vyzdoben refektář. V archivu La Grande Chartreuse jsou Valdice zmiňovány jako Domus Assumptionis Beatæ Mariæ nebo jako Domus Castri Beatæ Mariæ.
Po zavraždění Albrechta z Valdštejna v Chebu dolehly útrapy třicetileté války i na jeho dosud šťastné panství. Kartouza byla vydrancována tolikrát, kolikrát byl Jičín navštíven nepřátelským vojskem. Kartuziáni se přestěhovali z vyrabovaného kláštera do panského domu ve městě. Ovdovělá vévodkyně dala v květnu 1636 převézt Valdštejnovo tělo do Valdic. Podle příkazu místodržících byla mrtvola do hrobky vložena bez veškerých poct.
Poválečná činnost převorů se obrátila zejména k nápravě škod a neutěšeného stavu kláštera i jeho panství. Duchovní správu svých poddaných ovšem svěřovali jezuitům, zcela v duchu odloučenosti svého řádu od světa. Řemeslníci a dělníci, kteří obsluhovali kartouzu, se usadili v jejím bezprostředním okolí. Blízko kláštera byly pro ně postaveny dvě řady domků – každý nájemce stavení dostával i pravidelnou stravu z klášterní kuchyně. Na podzim roku 1688 byl pro ně dokončen před branami kartouzy kostelík sv. Josefa. Stejně tak pro jim poddané měšťany Pecky nechali kartuziáni přestavět v letech 1748-58 kostel sv. Bartoloměje. Z jednotvárného toku dní před námi vystupují jen některé význačnější události, například divadelní představení, které ve valdickém refektáři sehráli pro shromážděné mnichy jezuité, nebo sláva, s níž kartuziáni připomínali v červenci roku 1732 své sté výročí. Pravidelné společné vycházky řeholníků za klášterní zdi, na místa osamělá a méně navštěvovaná, dala jedné z lesních studánek v okolí i lidové pojmenování Kartuziánka.
Podle dekretu císaře Josefa II. byl valdický klášter zrušen 29. ledna 1782 a celý jeho majetek byl postupně rozprodán. Podle tehdejšího inventáře víme, že na hlavním oltáři kostela býval titulní obraz Nanebevzetí Panny Marie a dalších osm oltářů bylo v lodi. Chrám byl bohatě vyzdoben, na stěnách visely obrazy evangelistů, řádových světců i výjevy ze života Páně. Vydraženo bylo takřka vše – od sbírky mincí a sádrových odlitků mincí a dva globy až po vytrhané kování dveří a dubovou podlahu kapitulního sálu. Monumentální jezdecký portrét zakladatele se dostal do Valdštejnského paláce na Malé Straně v Praze, s částmi zařízení se shledáváme po venkovských kostelech bývalého klášterního panství. Výtečné dva oltáře sv. archanděla Michaela a sv. Bruna a Huga ze 70. let 17. století jsou dnes v Popovicích, kde je i šest barokních obrazů valtické křížové cesty. Prázdný objekt koupil kníže Trautsmannsdorf a zřídil zde z jednotlivých cel sklady a byty úředníků. Roku 1851 se pomýšlelo na zřízení pobočky pražského blázince, asi pro 250 osob. Nicméně budovy získal o šest let později erár a převedl sem část trestanců ze zrušeného státního vězení na Špilberku. Mezi prvními novými obyvateli byl i slavný loupežník Babinský.